# Mounir Bouchenaki
Mounir Bouchenaki (en arabe : منير بوشناقي) né le 16 novembre 1943, est un archéologue algérien et l’actuel directeur du Centre régional arabe pour le patrimoine mondial. Il a été Directeur général du Centre international d'études pour la conservation et la restauration des biens culturels (ICCROM) de 2006 à 2011, Sous-directeur général pour la culture à l’UNESCO (2000-2006), Directeur du Centre du patrimoine mondial (1998-2000), Directeur de la Division du patrimoine culturel de l’UNESCO (1990-2000). En janvier 2011, il a été nommé conseiller spécial honoraire de la Directrice générale de l’UNESCO, Irina Bokova.

## Biographie
Mounir Bouchenaki est né le 16 novembre 1943 à Tlemcen, en Algérie française, dans une famille algérienne d'origine bosniaque. Après avoir obtenu un diplôme de troisième cycle en Histoire ancienne à l’Université d’Alger, il devient conservateur du site archéologique et du musée de Tipaza de 1966 à 1971, période durant laquelle il mène une importante opération de sauvegarde d’une nouvelle nécropole antique. Dans le cadre de la coopération algéro-italienne, il effectue en 1968 un stage à l’Université de Rome, à l’« Istituto del Vicino Oriente » (ICEVO), et participe à des fouilles archéologiques en Sardaigne durant les étés 1968, 1969, 1970 et 1971.
De 1969 à 1973, avec le soutien technique du centre international d'études pour la conservation et la restauration des biens culturels (ICCROM), il travaille à la conservation d’une fresque unique datant du Ve siècle av. J.-C., ainsi que d’une mosaïque de la même époque, découvertes et transférées au musée de Tipasa. Paul-Albert Février, Henri-Irénée Marrou et Mgr Saxer de l’Institut pontifical visitent alors le chantier, apportant conseils techniques et supervision des travaux de terrain.
Il est nommé Directeur du Service des Antiquités de 1972 à 1974. En tant que conservateur en chef des musées et sites archéologiques algériens, il initie avec ses collègues une série de fouilles archéologiques, avec le soutien de missions étrangères (Italie, Allemagne, Grande-Bretagne), et supervise des projets de développement pour la création des musées de Cherchell et Chlef.
De 1974 à 1976, en tant que directeur adjoint de l’Archéologie, des Musées et des Monuments historiques, il lance plusieurs projets de restauration. Les plus importants sont : la consolidation et la restauration du minaret du Xe siècle situé sur le site médiéval de Kalâa des Béni Hammad ; la restauration de la mosquée Sidi Boumediene du XIVe siècle, à Tlemcen ; tandis que le mausolée de Medracen, datant du IIIe siècle apr. J.-C., est partiellement restauré avec le soutien de la coopération italienne. Par ailleurs, dans le cadre de la coopération allemande, deux campagnes de recherches archéologiques sont menées à Lambèse et à Siga. À la suite de découvertes majeures à Sétif en 1974 et 1975, une fouille de sauvetage est réalisée avec le soutien du professeur Paul-Albert Février, vice-président de l’Université d’Aix-en-Provence.
De 1976 à 1981, il occupe le poste de Directeur du patrimoine culturel au Ministère algérien de l’Information et de la Culture. Un projet de restauration majeur est alors entrepris à la citadelle d'Alger, dans la haute Casbah, en coopération avec le bureau d’études polonais PKZ. À Bonn, en 1978, sous le titre « Die Numider », une exposition importante est organisée, présentant une dizaine de tonnes d'œuvres d’art romaines et pré-romaines issues des principaux musées algériens. La même année, dans le cadre de la coopération française, plusieurs conférences et ateliers sur la conservation du patrimoine culturel sont organisés, ainsi qu’un colloque international sur l’art rupestre du Tassili. Enfin, avec l’aide du département romain du British Museum, une fouille de sauvetage est menée à Cherchell.
Parallèlement à ses fonctions au « Service des Antiquités », il est chargé, en tant que maître assistant à l’Université d’Alger, de l’enseignement de l’Histoire ancienne de 1969 à 1981. Il soutient également, en 1973, sa thèse de doctorat en archéologie et histoire ancienne de l’Afrique du Nord à l’Université d’Aix-en-Provence, en France.

## Carrière à l’UNESCO
Il rejoint l’UNESCO en 1982 en tant que chef de projet à la Division des affaires internationales. Jusqu’en 1985, il est responsable de la préparation et de la supervision de trois projets, l’un en Arabie saoudite et deux en Libye. Financés par des « fonds en dépôt », ces projets consistaient respectivement en la création du Centre islamique pour la recherche et la restauration de manuscrits à la Fondation Roi Fayçal, en la création du musée national de Tripoli et en l’étude des vallées antiques de Libye. Parallèlement, avec le professeur Ronald Lewcock, il élabore les plans d’action pour le lancement de deux campagnes internationales de sauvegarde : celle de la vieille ville de Sanaa et celle de la ville de Shibam, dont toutes les habitations sont en briques de terre crue (architecture de terre).
De 1985 à 1990, alors qu’il est nommé chef de la Section des activités opérationnelles, il développe et coordonne la mise en œuvre de campagnes internationales initiées par l’UNESCO pour la sauvegarde de la médina de Fès au Maroc, du site archéologique de Carthage à Tunis, de la vieille ville de Sanaa et de Shibam au Yémen, du site archéologique de Tyr au Liban, ainsi que la création du musée de Nubie et du musée de la Civilisation égyptienne au Caire. Il supervise également des activités concernant des monuments et sites non encore inscrits sur la liste du patrimoine mondial dans différentes régions du monde.
Promu directeur de la Division du patrimoine culturel du Secteur de la culture de l’UNESCO, il est chargé, de 1990 à 2000, de planifier et coordonner la protection du patrimoine culturel à travers le monde. Durant son mandat, une attention particulière est portée aux projets associant la conservation du patrimoine culturel au développement socioéconomique local. Grâce à une stratégie de levée de fonds, principalement publics mais aussi privés, plusieurs projets sont lancés en Asie, Amérique latine et Afrique, notamment sur les sites de Hué au Vietnam, de la vallée de Katmandou au Népal, de Jiaohe et de l’homme de Pékin en Chine, du centre historique de Quito en Équateur, de la conservation des statues Moaï sur l’île de Pâques, du Grand Zimbabwe, et des églises rupestres de Lalibela en Éthiopie.
En 1992, à la suite de accord de Taëf qui met fin à la guerre civile libanaise, il est chargé de rédiger le premier rapport sur l’état du patrimoine culturel au Liban et de superviser la réhabilitation du musée national de Beyrouth. De 1993 à 1994, il est envoyé à Vukovar (Croatie), puis à Sarajevo et Mostar (Bosnie-Herzégovine), où il coordonne les travaux de reconstruction du pont de Mostar, achevés en 2004. Cet engagement est unanimement salué par les autorités bosniennes, qui lui accordent la citoyenneté bosnienne.
De 1998 à 2000, il dirige le Centre du patrimoine mondial de l’UNESCO. En parallèle, il continue à diriger la Division du patrimoine culturel, renforçant ainsi la coordination entre les activités du centre et celles des divisions correspondantes des secteurs de la Culture et des Sciences naturelles. Bouchenaki poursuit l’analyse de la Convention du patrimoine mondial et la mise en œuvre de ses mécanismes institutionnels en créant trois groupes de travail : sur la représentativité de la Liste du patrimoine mondial, sur la stratégie globale de l’UNESCO et sur la représentation équitable au sein du Comité du patrimoine mondial.
En janvier 2001, il est nommé sous-directeur général pour la culture, poste qu’il occupe jusqu’en février 2006. Sous sa direction, et à la demande des États membres, il coordonne les différentes étapes d’élaboration des instruments normatifs, tels que la Convention sur la protection du patrimoine culturel subaquatique (adoptée le 2 novembre 2001), la Convention pour la sauvegarde du patrimoine culturel immatériel (2003) et la Convention sur la protection et la promotion de la diversité des expressions culturelles (2005). Il suit également des dossiers sensibles, notamment la destruction des statues des Bouddhas de Bamiyan par les Taliban en 2001, la guerre en Irak (2002-2003) et le conflit au Kosovo (2003-2004), ainsi que leurs impacts sur le patrimoine culturel.
Dans le domaine du patrimoine immatériel, il dirige le programme de la « Proclamation des chefs-d’œuvre du patrimoine oral et immatériel de l’humanité », initié en 1997 par le directeur général de l’UNESCO, Koïchiro Matsuura. Il supervise ce programme avec la participation de la Section du patrimoine immatériel, dirigée d’abord par Noriko Aikawa, puis par Rieks Smeets, de 1997 à 2006.
En novembre 2005, il est élu directeur général de l’ICCROM par l’Assemblée générale des États membres. Il entre en fonction en mars 2006, à la demande expresse du directeur général de l’UNESCO. Pendant près de six ans, il dirige cette institution intergouvernementale spécialisée créée par l’UNESCO et basée à Rome. Pour renforcer le rôle de l’ICCROM dans la formation à la conservation et à la restauration du patrimoine culturel, il élargit le nombre d’États membres, passant de 116 à 132. Il développe de nouveaux partenariats avec l’ALECSO, l’Émirat de Charjah, l’Université Tongji de Shanghai (Chine), l’Administration des biens culturels de Corée du Sud, la Fondation Getty, le Getty Conservation Institute, le World Monuments Fund, la Smithsonian Institution (États-Unis), l’École britannique d’archéologie à Rome, ainsi qu’avec des universités et institutions publiques et privées italiennes. Il supervise les programmes de recherche et de formation de l’ICCROM, et lance un nouveau cours : les premiers secours au patrimoine culturel en temps de conflit. Il met également en place à Charjah l’institut Athar, destiné à la formation des professionnels de la conservation dans la région arabe, dans le cadre d’un accord signé avec le Cheikh Sultan bin Mohammed al-Qasimi, émir de Charjah.

## Publications et articles
- Le Mausolée Royal de Maurétanie, Alger, SNED, 1970.
- Fouilles de la nécropole occidentale de Tipasa, Alger, Bibliothèque Nationale, 1975.
- Cités Antiques d’Algérie, Alger, Ministère de la Culture, 1975, re ed.1980.
- Jugurtha, un roi berbère et sa guerre contre Rome, dans Collection « Les Africains », Jeune Afrique Editions, Paris 1977.
- La Monnaie de l’Emir Abd-El-Kader, Alger, Bibliothèque Nationale, 1976.
- Tipasa, site du patrimoine mondial, Alger, ENAG, 1989.

Il a publié plusieurs articles dans les revues suivantes : Revue “reflets”, Commission nationale algérienne pour l’UNESCO; Bulletin d’Archéologie Algérienne, Alger; Antiquités Africaines, Aix en Provence; Oriens Antiquus, Rome; l’Année Epigraphique, Paris; Römische Mitteilungen, Rome; Revue d’Histoire et de Civilisation du Maghreb, Alger; Le Courrier de l’UNESCO, Paris; Museum International, UNESCO, Paris.